# المدينة المحرمة

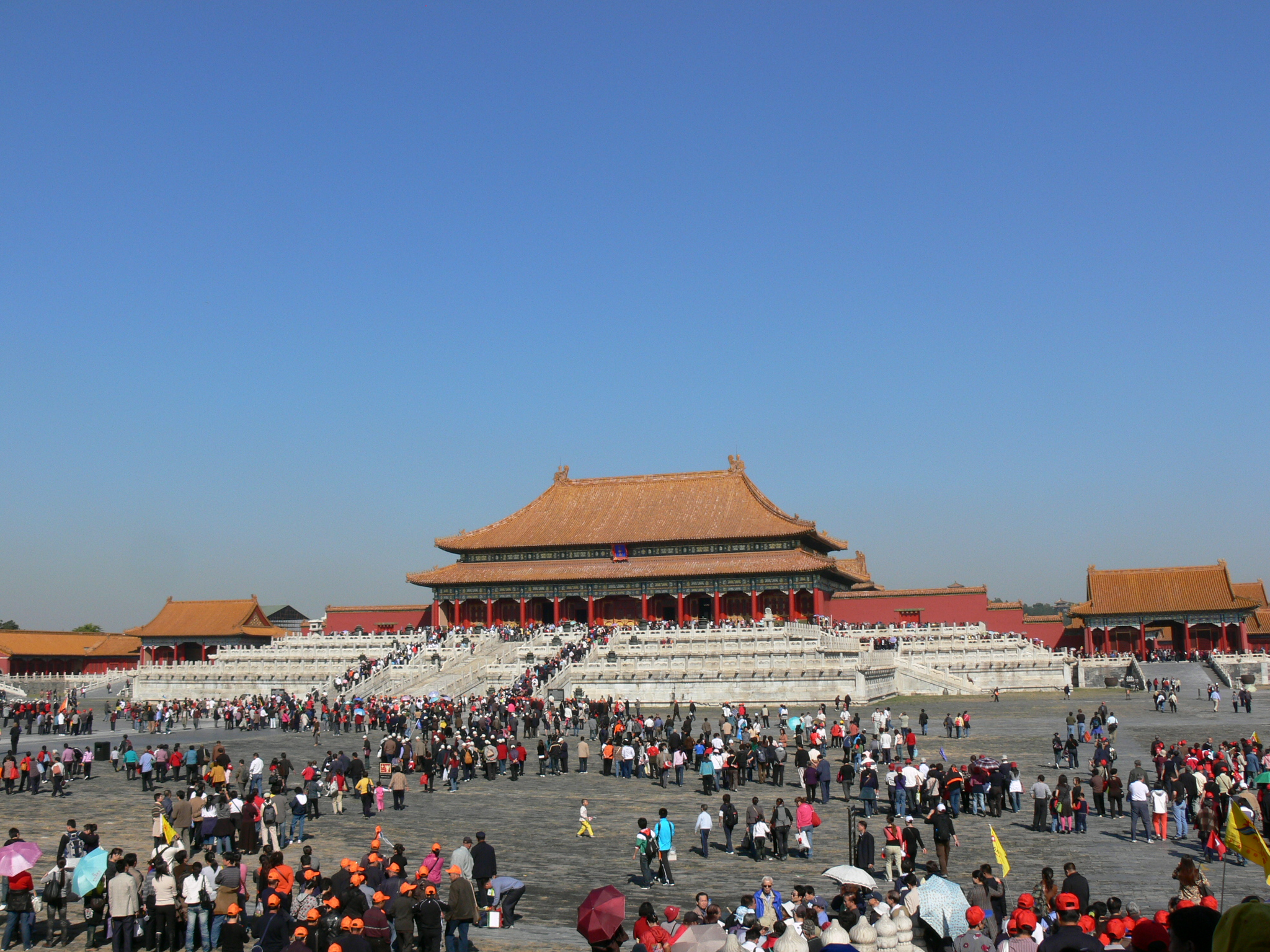
ساحة المدينة المحرمة.

القصر الإمبراطوري أو المدينة المحرّمة (بالـصينية: 紫禁城) والتي تعني المدينة القرمزية المحرّمة، من المعالم التاريخية لمدينة بكين. يقع القصر في قلب المدينة، وعلى الشمال من ميدان "تيانانمن. صنفته منظمة اليونيسكو ضمن التراث الثقافي العالمي. يعتبر من أهم الأماكن السياحية في الصين.
يقع القصر الإمبراطوري وسط مدينة بكين. وكان مقر إقامة الأباطرة من أسرتي «مينغ» ثم «تشينغ». ويشتهر بـ«المدينة المحرمة». استغرق تشييده 14 سنة (1406-1420 م). ويعتبر أكبر مجموعة من القصور القديمة المحفوظة في الصين.
يوجد في القصر الإمبراطوري حوالي مليون قطعة من التحف الفنية النادرة. وأصبح اليوم متحفا شاملا يجمع بين الفنون المعمارية القديمة والآثار الإمبراطورية والفنون القديمة المختلفة.

## الموقع والمساحة
تحتل المدينة المحرمة مساحة تقارب 720,000 م². ويبلغ طولها من الجنوب إلى الشمال 960 م وعرضها من الشرق إلى الغرب 750 م. ويصل إجمالي مساحة مبانيها إلى أكثر من 150,000 م²، يضم المجمع أكثر من 800 مبني وحوالي 8700 غرفة.
يحيط بالمدينة المحرمة سور يبلغ ارتفاعه 10 م، ويوجد خارج هذا السور نهر اصطناعي يبلغ عرضه 52 م ويسمى «نهر هو تشنغ» أي نهر الدفاع عن المدينة. وعلى كل ركن من أركان السور المحيط بالمدينة المحرمة مقصورة جميلة ورائعة. وكانت هياكل هذه المقصورات معقدة للغاية. ويصفها الناس بإنها مكونة من تسعة دعامات وثمانية عشر عمودا واثنتين وسبعين دعامة فرعية.

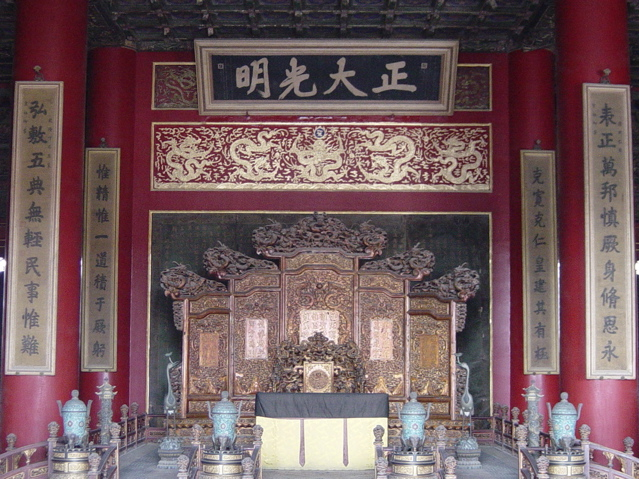
"العرش الإمبراطوري داخل أحد القصور (النقاء السماوي) وفيه كان يقوم الحاكم باستقبال الرعية والوفود."

## أصل التسمية
يعود اسم المدينة المحرمة إلى الصينية حيث تسمى (Zijin Cheng)
(zi): هو اللون الأرجواني، ضمن الثقافة الصينية اللون الأرجواني يرمز إلى نجم الشمال والذي يعتبر سكن الإمبراطور السماوي بالتالي فإن ما يقابله على الأرض هي هذه المدينة سكنه في الأرض.
(jin): معناها محرم أي لا يمكن لأحد الدخول دون إذن الإمبراطور
(cheng): تعني مدينة محاطة بالأسوار
هذه الأيام يطلق على المدينة (Gùgōng)أو القصر السابق.

## التاريخ
تعاقب على «المدينة المحرمة» 42 إمبراطورا (في عهد أسرتي مينغ وتشينغ)، وسيطر هؤلاء الحكام على الصين لمدة 491 سنة.
أطاحت ثورة عام 1911 م بحكم أسرة «تشينغ»، وحسب الاتفاقية «التفضيلية لعائلة تشينغ الملكية» التي وقعتها الحكومة الوطنية وديوان أسرة تشينغ، تم السماح للإمبراطور الأخير «بوئي» بالإقامة في الجزء الداخلي من القصر الإمبراطوري.
في عام 1914، أصبح الجزء الأمامي من القصر الإمبراطوري مفتوحا أمام الجماهير. وفي عام 1924 م طُرد آخر الأباطرة بوئي من القصر الإمبراطوري نهائيا. ثم فتح الجزء الداخلي للجماهير عام 1925 م، وتم تسميته بـ«متحف القصر الإمبراطوري»، ثم وفي عام 1947 م، دمج الجزءان الأمامي والداخلي تحت نفس المسمى دائما («متحف القصر الإمبراطوري»).
بعد تأسيس جمهورية الصين الشعبية عام 1949، ظل الحزب والحكومة الصينية يهتمان بمتحف القصر الإمبراطوري، ويرصد كل سنة مبلغ خاص لإصلاحه وإعادة ترميمه. وفي عام 1961، صنفه مجلس الدولة الصيني وحدة أثرية محمية هامة على مستوى البلاد كدفعة أولى. وأدرج في قائمة التراث الثقافي التي حددتها منظمة اليونسكو التابعة للأمم المتحدة عام 1987 م.

## الأقسام
وفقا للوظائف المختلفة، تنقسم المدينة المحرمة إلى جزئين وهما:
- الجزء الأمامي: يعتبر الجزء الأمامي مكانا يقيم فيه الإمبراطور المراسم الضخمة. وتتوسطه ثلاثة أجنحة وهي تاي خه وجونغ خه وباو خه الواقعة على الخط الوسط.
- والجزء الداخلي: أما الجزء الداخلي فهو مكان يمارس فيه الإمبراطور أعماله اليومية، كما يقيم فيه الإمبراطور وعائلته. وتوجد فيه أجنحة تشيان تشينغ وجياو تاي وكون نينغ والأجنحة الستة الشرقية والأجنحة الستة الغربية وعمارات أخرى.

## الانقلاب
لم تدرك أسرتا منغ وشينغ اللتان حكمتا الصين في القرن الـ15 الميلادي أن قصورهم الفخمة المعروفة بالمدينة المحرمة وسط بكين ستكون يوما من الأيام مستباحة للسياح بعد أن كانت محرمة على الشعب الصيني حتى إن ما في داخلها ظل مجهولا بل مادة للخرافات والقصص والتأويلات إلى العام 1925 عندما فتحت أمام الجمهور لأول مرة.

## حديقة القصر
من بوابة كبيرة يتدفق عشرات آلاف السياح من مختلف أنحاء العالم يوميا على هذه المدينة التي تسمى أيضا «حديقة القصر» للوقوف على حقبة من أكثر حقب التاريخ إبداعا وازدهار تكشف عنه المباني المصممة من كتل حجرية نحتت يدويا وساحات رصفت أيضا بقطع حجرية كثيرة النقوش ما يدل على أن جهدا ووقتا كبيرين بذلا من أجل إنجازها.
ويطغى على القصور والمباني الأخرى الملحقة بها اللونان الأصفر والأحمر اللذان يحتلان مساحة كبيرة في الثقافة الصينية لأن الأول ارتبط بالأسر الحاكمة التي احتكرته لنفسها وغير مسموح للعامة باستخدامه بينما يمثل الأحمر لونا لحسن الطالع والتبريك.
وتفصل بين القصور المتراصة في شكل سلسلة وكلها تفتح في اتجاه الجنوب كما هو سائد في الثقافة الصينية منذ القدم، ساحات تتسع للآلاف تستخدم عادة للعروض العسكرية والمهرجانات الإمبراطورية. كما شيدت منازل على أطراف سور المدينة الذي يبلغ ارتفاعه عشرة أمتار ويقال إنها كانت مخصصة للصف الثاني من أمراء الأسرة الحاكمة.

## معرض صور

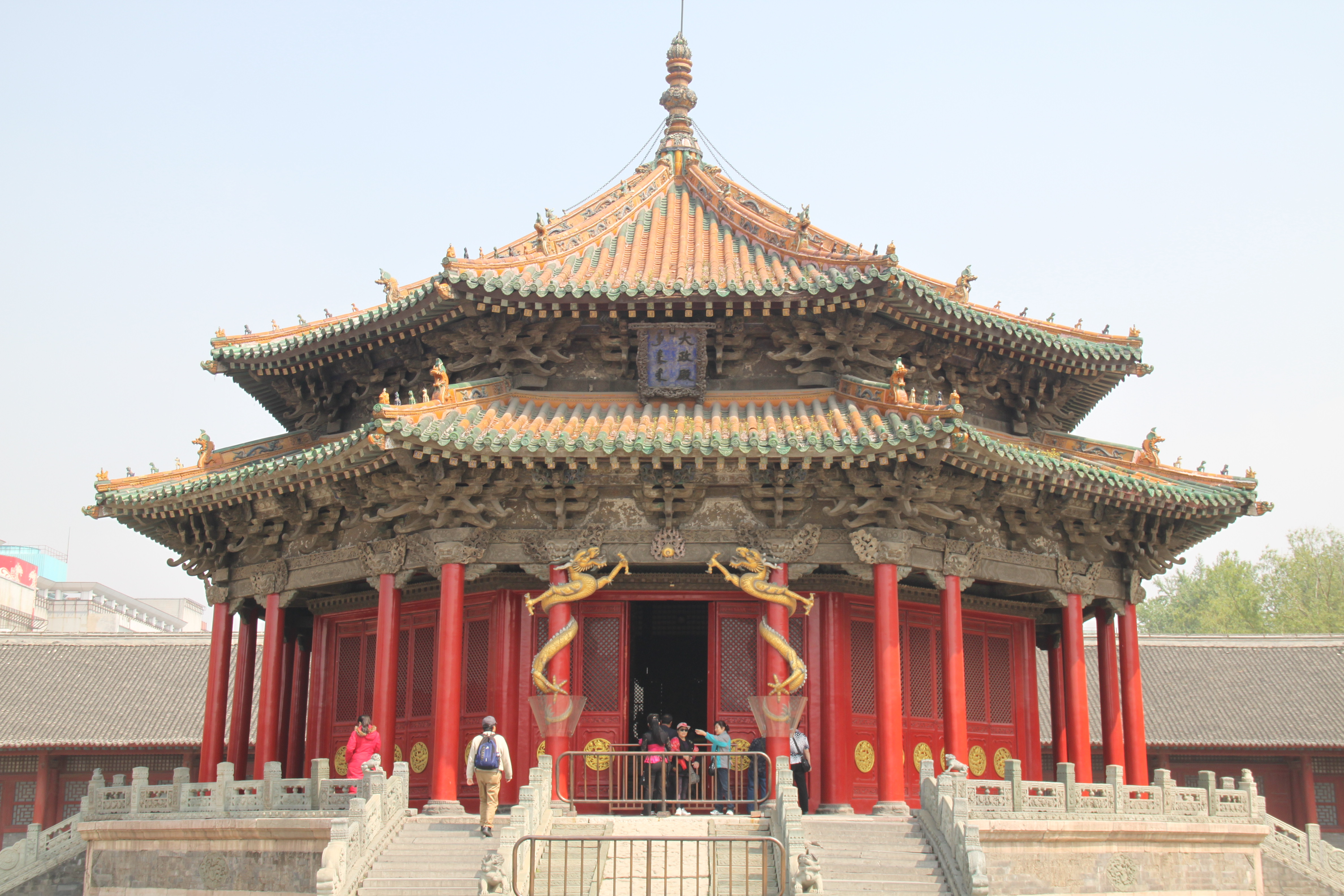
قاعة داتشنغ للمدينة المحرمة في مانشو
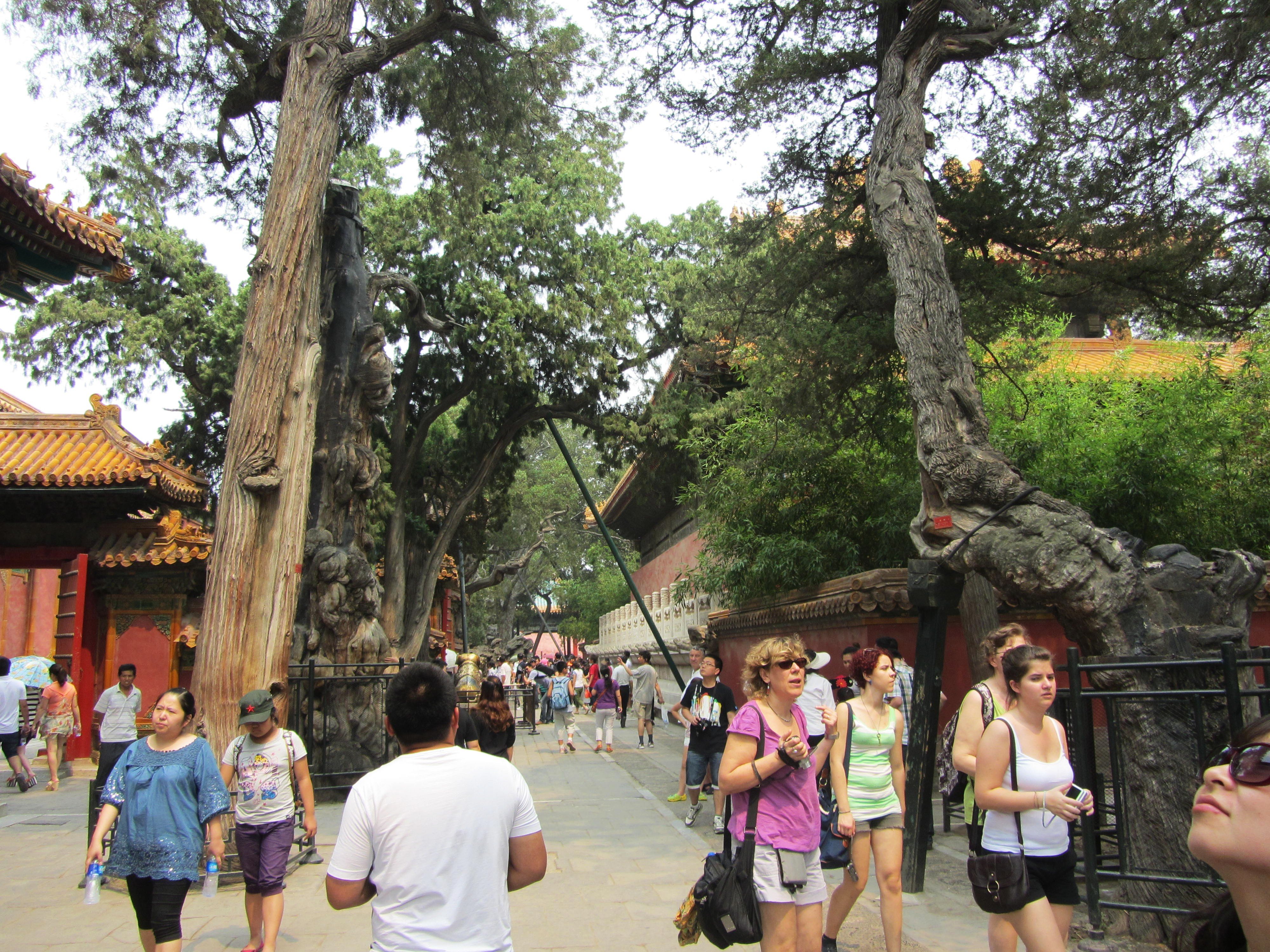
الحديقة
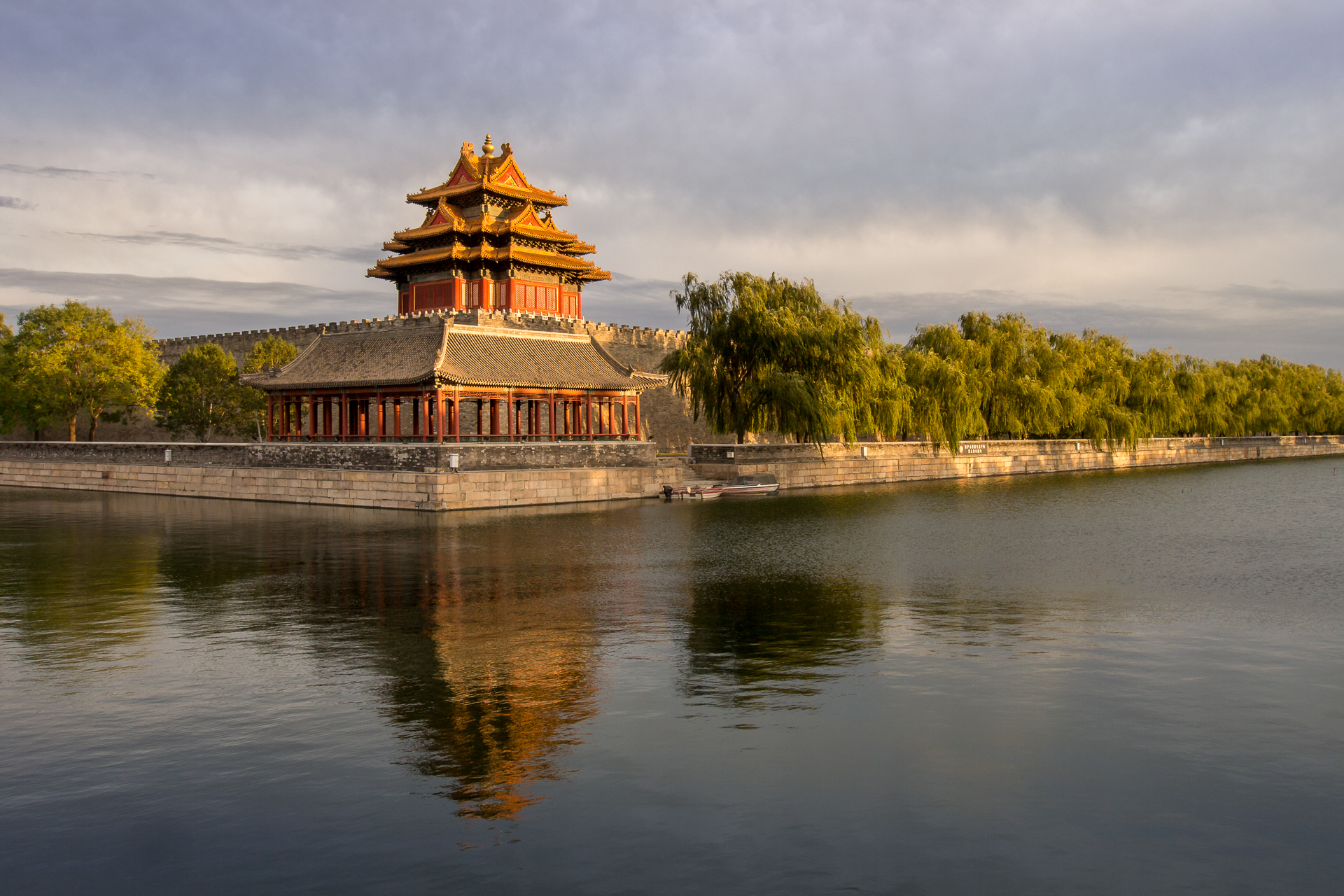
المدينة المحرمة
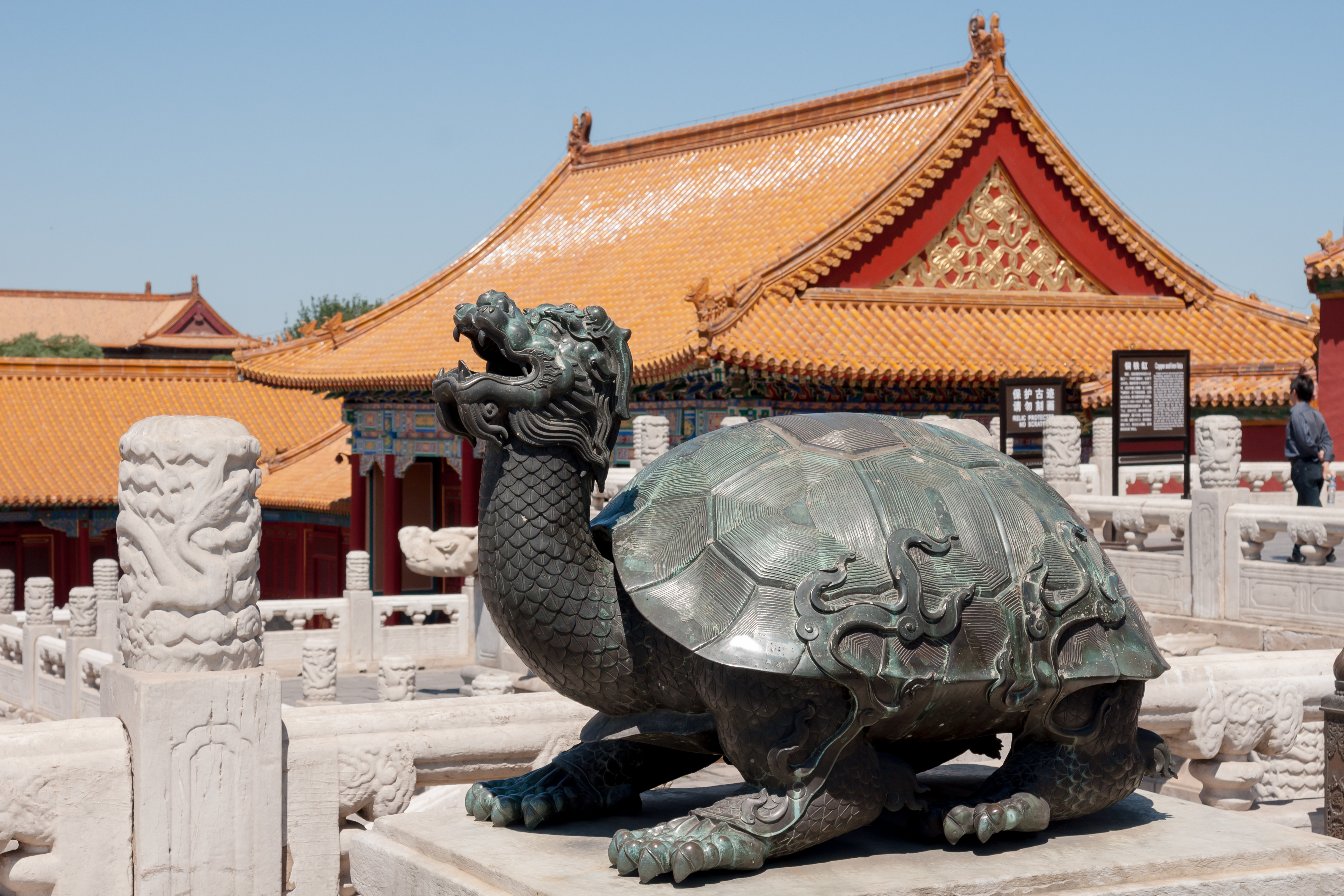
تمثال سلحفاة_المدينة المحرمة
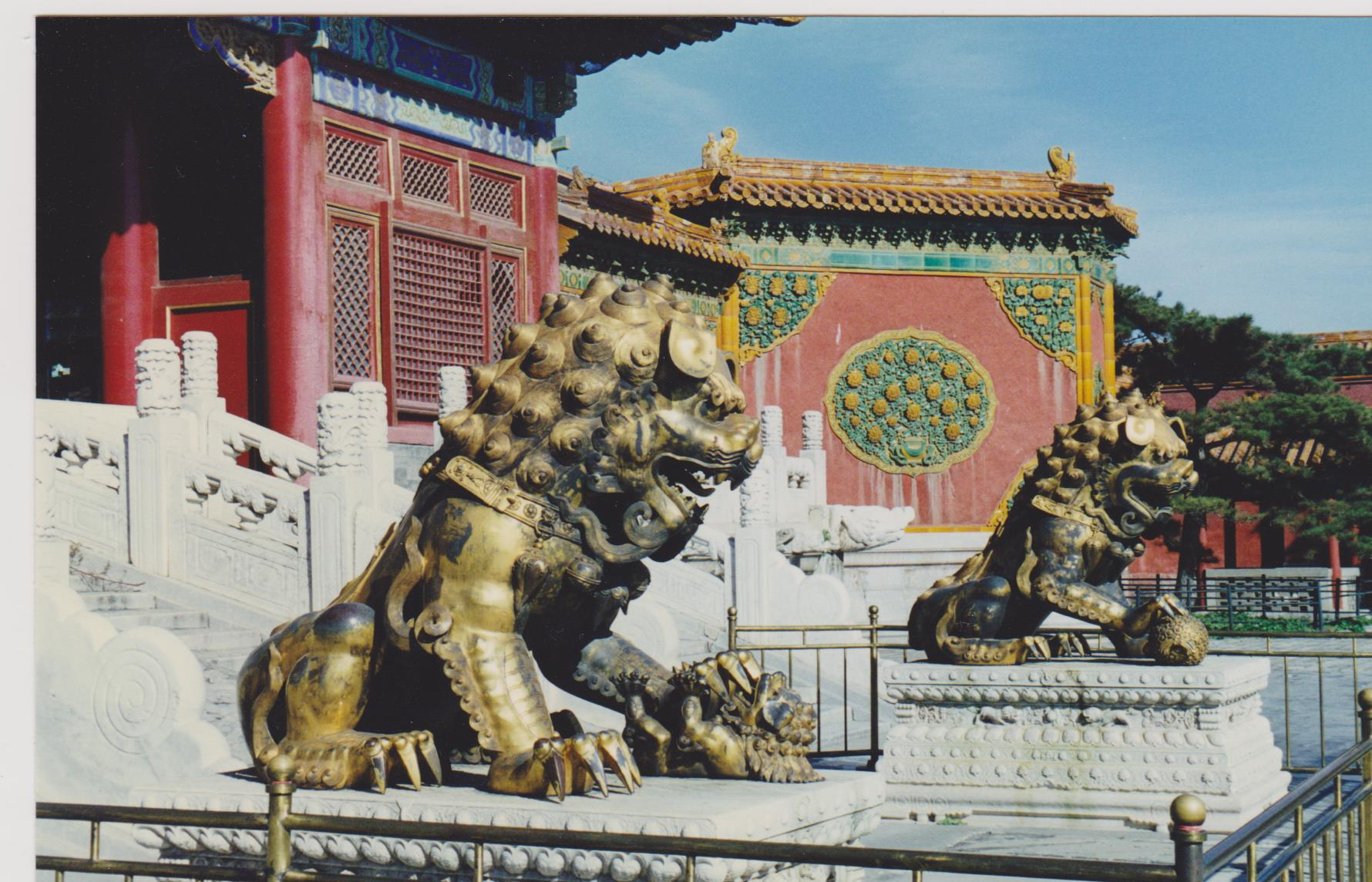
تمثال أسد
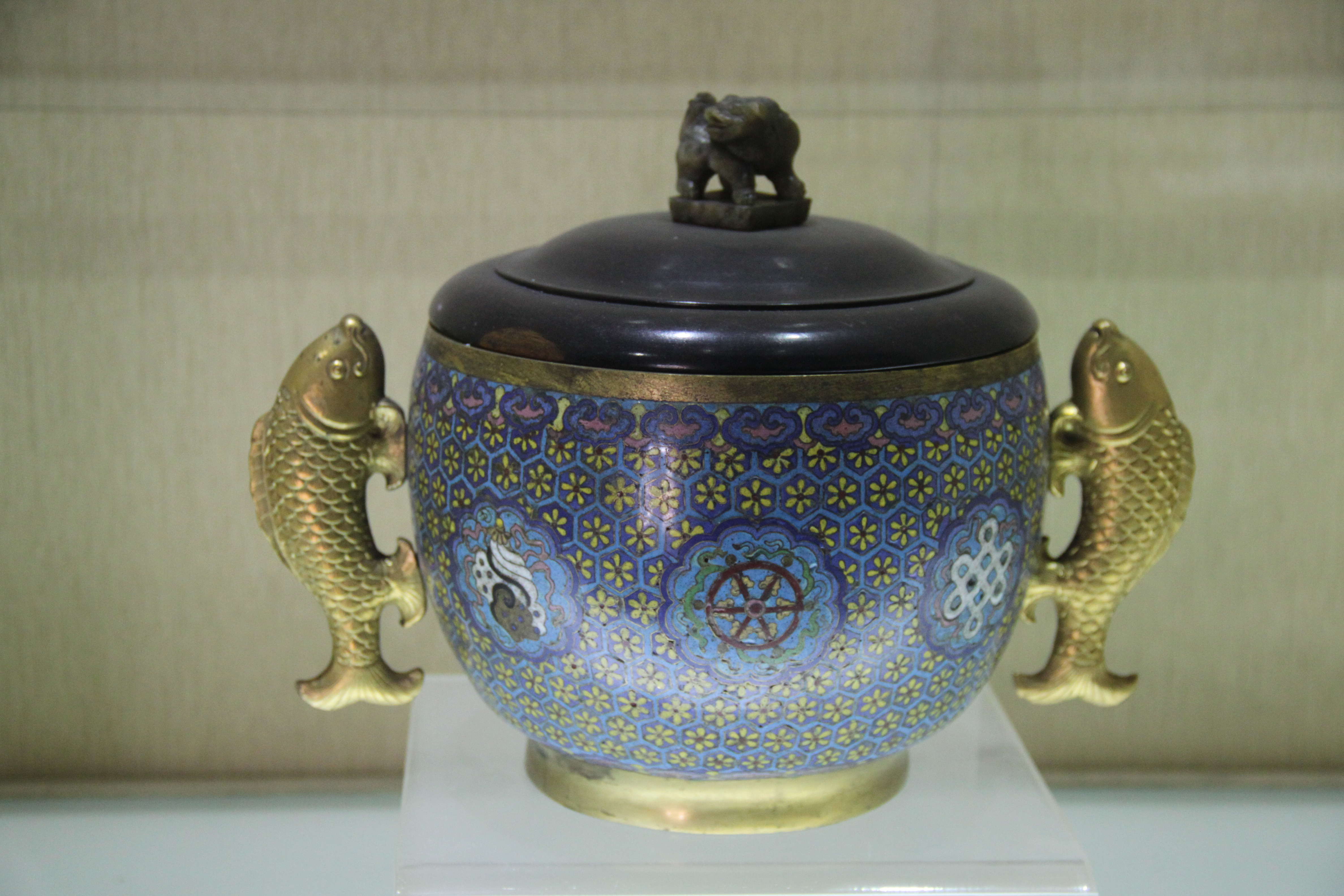
أبريق مزين بمقابض على شكل سمكتين_ المدينة المحرمة
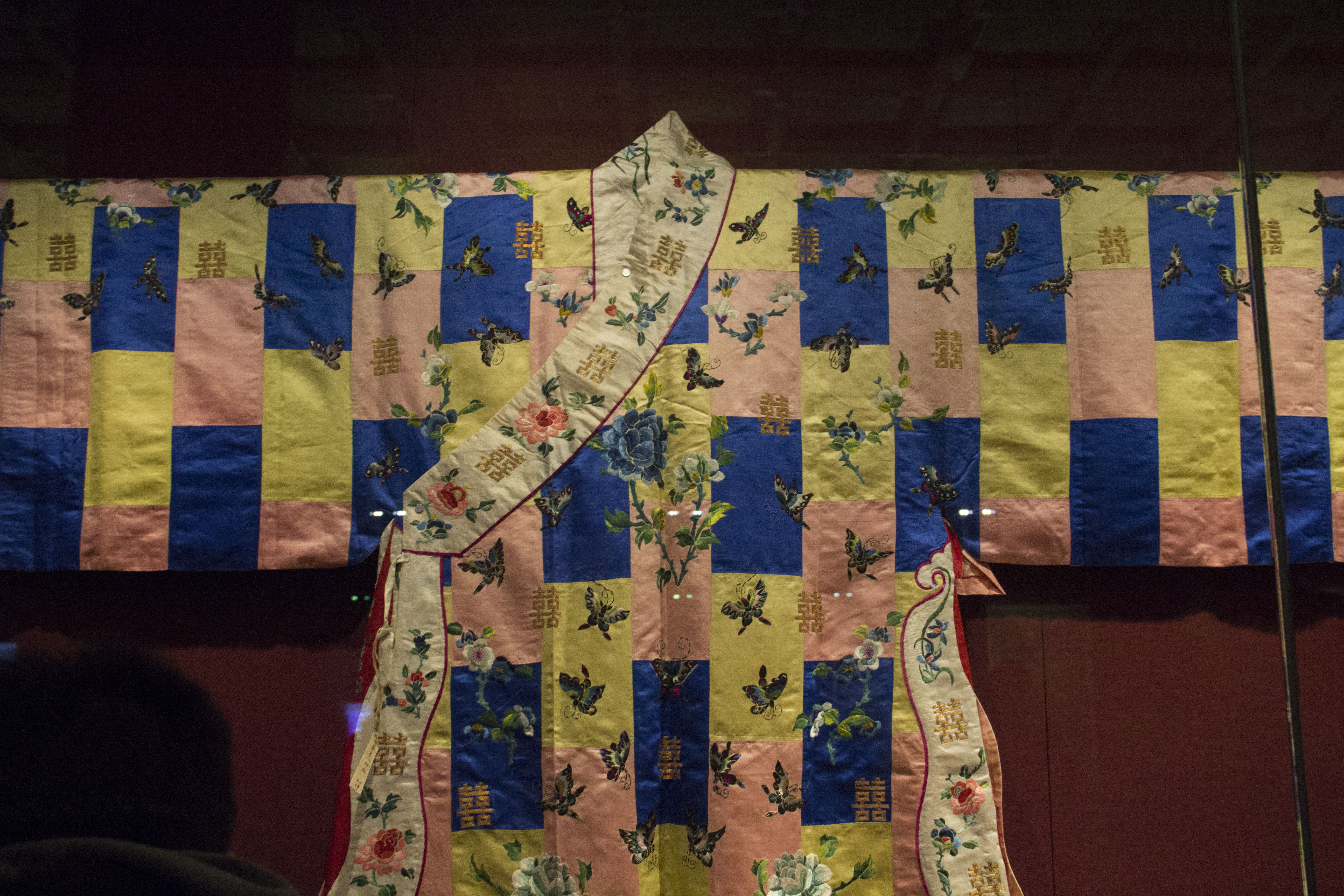
ملابس المناسبات